# مگس‌گیر کلاه‌توسی
مگس‌گیر کلاه‌توسی (نام علمی: Leptopogon superciliaris) پرنده‌ای کوچک از تیرهٔ ژیان‌مرغان است که از جنوب کاستاریکا تا بولیوی و از شرق تا ونزوئلا و ترینیداد یافت می‌شود.